# Margit Göll
Margit Göll (* 16. August 1964 in Gmünd als Margit Haumer) ist eine österreichische Politikerin (ÖVP). Von 2016 bis März 2023 war sie Abgeordnete zum Landtag von Niederösterreich, seit dem 23. März 2023 ist sie vom Landtag entsandtes Mitglied des Bundesrates. In der ersten Jahreshälfte des Jahres 2024 bekleidete Göll das Amt der Bundesratspräsidentin.

## Leben
Margit Göll besuchte nach Volks- und Hauptschule von 1978 bis 1982 die Bundesbildungsanstalt für Kindergartenpädagogik. Anschließend war sie 22 Jahre im Kindergarten Großschönau tätig, ab 1993 als Leiterin des Kindergartens. Von 2015 bis 2016 war sie Kindergarteninspektorin für die Bezirke Gmünd, Zwettl und Waidhofen, mit dem Einzug in den Landtag wurde diese Funktion ruhend gestellt.
Von 2005 bis 2010 war sie Gemeinderätin in Moorbad Harbach, wo sie seit 7. April 2010 Bürgermeisterin ist. Seit 2010 ist sie außerdem im Landesvorstand des Österreichischen Arbeitnehmerinnen- und Arbeitnehmerbundes ÖAAB, seit 2012 ist sie Bezirksobfrau der ÖVP Frauen, seit 2014 Obfrau des ÖVP-Gemeindebundes im Bezirk Gmünd.
Am 28. Jänner 2016 wurde sie in Nachfolge von Johann Hofbauer in der XVIII. Gesetzgebungsperiode als Abgeordnete zum Niederösterreichischen Landtag angelobt. Anfang 2019 wurde sie zur Bezirksobfrau des Niederösterreichischen Arbeitnehmerinnen- und Arbeitnehmerbundes (NÖAAB) im Bezirk Gmünd gewählt. Göll ist Mitglied des erweiterten Vorstands des Regionalverbandes Waldviertel.
Bei der Landtagswahl in Niederösterreich 2023 kandidierte sie als ÖVP-Spitzenkandidatin im Bezirk Gmünd. Nach der Wahl wechselte sie mit Beginn der XX. Gesetzgebungsperiode in den Bundesrat, wo sie zur Vizepräsidentin im zweiten Halbjahr 2023 gewählt wurde und im ersten Halbjahr 2024 als Präsidentin des Bundesrates den Vorsitz in der Länderkammer übernahm. Für die Nationalratswahl 2024 wurde sie hinter Gerhard Karner, Klaudia Tanner und Harald Servus auf Platz vier der Landesliste der ÖVP Niederösterreich gereiht.
Sie ist verheiratet und hat einen Sohn.